# Creamjenever
Een creamjenever (ook wel roomjenever) is een jenever met een alcoholpercentage van 17%. Creamjenevers zijn een subtiele menging op basis van graanjenever en room, met toevoeging van chocolade, kokosnoot, vanille, aardbei, amaretto, pistache, kiwi of banaan. 
Creamjenevers worden vaak koud gedronken en kunnen ook gebruikt worden bij roomijs.